# Miguel de Molina
Miguel Frías de Molina (Málaga, 10 de abril de 1908-Buenos Aires, 4 de marzo de 1993), conocido artísticamente como Miguel de Molina, fue un cantante español de copla.
Conocido como «faraón de la copla», fue una de las figuras más populares del género, y en los años treinta alcanzó una gran popularidad en España gracias a coplas como «El día que nací yo», «Triniá», «Te lo juro yo», «La bien pagá» y «Ojos verdes», que se convertirían en estándares del género.
Abiertamente republicano y homosexual, con la llegada de la dictadura franquista fue perseguido y torturado y se exilió en Argentina y México. En la segunda mitad de los años cuarenta y la primera de los cincuenta se afincó en Argentina, donde desarrolló una carrera de amplio éxito y protagonizó la película Ésta es mi vida (1952). Posteriormente participó en otra película y continuó actuando, retirándose en 1960 y residiendo a partir de entonces en Nueva York y Argentina, donde falleció en 1993.

## Biografía

### Primeros años de vida
Miguel de Molina nació en Málaga el 10 de abril de 1908 en el seno de una familia modesta; su padre era un zapatero con epilepsia, por lo que su madre era el único sustento económico del hogar. En el colegio sufrió acoso por parte de sus compañeros (le llamaban “mujercita” y se mofaban de él diariamente), siendo expulsado por lanzar al profesor un tintero de vidrio porque el cura intentó propasarse con él. Abandonó el hogar familiar de niño y se puso a trabajar de limpiador o chico de los recados en un burdel de Algeciras hasta organizar algunas de las juergas flamencas de las noches sevillanas.

### Vida artística
A los veinte años se dedicaba a llevar grupos de turistas a tablaos flamencos, pero sabe el potencial artístico que posee: voz y aptitudes especiales para la copla española. En 1930, se mudó a Madrid y, en 1931, decide dedicarse a tal arte. Triunfa en Madrid, pero es en Valencia donde obtiene sus mayores éxitos, popularizando canciones como El día que nací yo (Juan Mostazo), Triniá, Te lo juro yo, La bien pagá (Juan Mostazo) y Ojos verdes. Esta última, una de las más célebres coplas españolas, estrenada en el barcelonés 'Café de Oriente', posteriormente sería incluida por Concha Piquer en su repertorio. Molina fue uno de los puntales del género de la copla, con una personalidad única como intérprete masculino.
Miguel de Molina fue un activo defensor de la causa republicana y actuó para el disfrute de las tropas republicanas en la guerra civil española. Actuó en numerosos conciertos benéficos para organizaciones como el Socorro Rojo y recorrió diferentes ciudades españolas llevando su voz a aquellos que más lo necesitaban.
Tras la llegada de la dictadura de Franco, un empresario le ofrece 500 pesetas por actuación, cuando anteriormente cobraba hasta 5000 pesetas. Con toda iniquidad, lo obliga a aceptar o, de lo contrario, lo acusará de su pasado republicano. Miguel de Molina fue, finalmente, torturado y obligado al exilio, como también le sucedió al cantor de la República Angelillo y a los autores de copla Salvador Valverde y Ramón Perelló. Además de por haber ayudado al ejército republicano, se lo acusaba de homosexualidad, como a otro artista de la época, Tomás de Antequera, y fue apaleado tras una actuación por tres individuos que se habían identificado como policías. Años más tarde, en una entrevista concedida a Carlos Herrera, identificó públicamente a dos de sus agresores: Sancho Dávila y Fernández de Celis, XI conde de Villafuente Bermeja, y José Finat y Escrivá de Romaní, XVII conde de Mayalde, XV conde de Villaflor y III conde de Finat.
En 1942, se exilió a Buenos Aires donde, un día, una orden de la Embajada española para que abandone Argentina da inicio a sus problemas por su condición de homosexual. Se exilió en México, donde fue boicoteado por el Sindicato de Trabajadores de la Producción Cinematográfica (encabezado por Mario Moreno “Cantinflas”), acusado de ser "un extranjero que venía a pisotear los derechos de los trabajadores autóctonos". Años más tarde, una llamada de Eva Perón hizo que regresara a Argentina, donde volvieron a ofrecerle numerosos contratos por todo el país y participó en películas como Ésta es mi vida, considerada la primera película gay argentina.

### Últimos años de vida
En 1957, vuelve brevemente a España. En 1958, actúa en el filme Luces de candilejas, dirigida por Enrique Carreras. Ya en 1960, a los 52 años, decide terminar con su carrera artística. Fija temporalmente su residencia en Nueva York.
Fue un ser honesto y estricto, a la vez que eficiente y profesional. En su exilio era renuente a conceder entrevistas a periodistas de medios españoles. En sus espectáculos él mismo cuidaba hasta el mínimo detalle, empezando por el márketing y la publicidad.
En 1982, hizo una importante donación a la causa de Argentina en la guerra de las Malvinas. En 1992, el gobierno español lo nombró caballero de la Orden de Isabel la Católica, reconociendo su contribución personal al mundo del arte en España. Falleció en Buenos Aires, a la edad de ochenta y cuatro años, el 4 de marzo de 1993. Fue enterrado en el porteño cementerio de la Chacarita, en el nicho N.º 397 del Panteón de la Asociación Argentina de Actores.
Evidenció su amor por Argentina en su poema «Yo te adoro, Buenos Aires»:

Yo… te adoro… y de verdad,
te quiero… Buenos Aires…
Tú sabes que en secreto, te conté mis pesares
y me escuchaste, atenta, casi sin inmutarte
curiosa y asombrada y hasta incrédula casi
para luego decirme, con ternura salvaje:
«quédate, ya eres mío y nada ha de faltarte.»
Esta criolla tierra, es una madre grande
que dulcemente ampara, a sus hijos dispares
de otros mares y tierras y quererlos iguales
porque la Pampa ancha, que Dios bendijo al darle
suelo fértil y amplio, para que a nadie
falte el pan y la justicia
los que en sus avatares, negarles
han podido gentes de otras partes.
Aquí son todos hijos, sin colores de sangre
que amparan el regazo, de esta sublime madre
Que es la Patria Argentina
Por eso yo te quiero… mi buena Buenos Aires.

## Homenajes
La canción La bien pagá aparece en la película de 1984 ¿Qué he hecho yo para merecer esto? de Pedro Almodóvar, donde el propio director y Fabio McNamara lo cantan en un clip de televisión.
La película Las cosas del querer —dirigida por Jaime Chávarri en 1989 e interpretada por Manuel Bandera, Ángela Molina y María Barranco— es una versión libre basada en su vida. Resultó un éxito de taquilla. En 1995, se hizo una segunda parte, también dirigida por Jaime Chávarri, cuya acción transcurría en Argentina. Según se desprende del libro Botín de guerra, donde se reúnen textos escritos por Miguel de Molina, la producción de la película no le pagó derechos por utilizar —de manera libre— su historia personal.
En 2007, se estrenó Ojos verdes, Miguel de Molina in memoriam, una obra de teatro dirigida por Marc Sambola y Marc Vilavella y protagonizada por Vilavella, que recrea la vida del cantante y reivindica el género de la copla.
En marzo de 2009, su original y rico vestuario, que por lo general él mismo había diseñado, fue objeto de una exposición montada por sus herederos en Madrid. En marzo de 2011, esta retrospectiva de Miguel de Molina, que reúne más de un centenar de piezas originales del artista, entre vestuario, archivo gráfico, carteles de teatro y de cine, se presentó en el Centro Cultural Recoleta de Buenos Aires, Argentina, contando con la visita de centenares de personas.
En 2014, el presentador de televisión Jorge Javier Vázquez produjo la obra de teatro Miguel de Molina al desnudo. La pieza fue escrita e interpretada por el actor y cantante Ángel Ruiz. Tras una gira por Argentina, la obra regresó a Madrid en febrero de 2024.

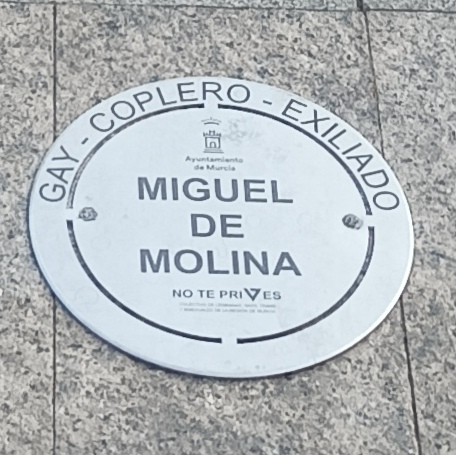
Placa conmemorativa en la plaza de la Diversidad de la ciudad de Murcia.

Del 16 de septiembre al 27 de octubre de 2024, la casa de Velázquez acogió la exposición Embrujo. Los mundos de Miguel de Molina, que recogía facetas de su carrera como la poesía, la escenografía o el diseño de moda.

## Filmografía
- Alhambra (1940)
- Esta es mi vida (1952)
- Luces de candilejas (1956)

## Distinciones

### Órdenes
- Caballero de la Orden de Isabel la Católica (España, 6 de diciembre de 1992).